# Пахір-ішшан
Пахір-ішшан (д/н — бл. 1310 до н. е.) — цар Суз і Аншану (Еламу) близько 1330—1310 років до н. е.

## Життєпис
Син царя Іге-халкі. Посів трон близько 1330 року до н. е. (за довогою хронологією це сталося 1374 року до н. е., що менш імовірно). Відомий пошкоджений напис на стелі з міста Сузи, в якому Пахіра-ішшана названо володарем, «який відновив свободу Еламу». Вважається, що він скинув залежність від Вавилонського царства, сплюндрувавши південно східну область того. Здобич переніс до Аяхітека (припускають, що місто розташовувалося на місці сучасного села Арджун біля Ісфагана).
Проте успіх еламітського царя був короткочасний. Курігальзу II, цар Вавилону, атакував Елам, де захопив міста Сузи, Мархаші, Адамдун. Подальший перебіг війни невідомий, але Пахір-ішшан одружився з донькою або небогою вавилонського царя та визнав його зверхність.
В останні роки панування Пахір-ішшан здійснював будівельні роботи в храмі Іншушінака в Сузах. Помер близько 1310 року до н. е. Йому спадкували син Кідін-Хутран I і брат Аттар-Кітах II.